# Giovanni di Salerno
Giovanni di Salerno (fl. X secolo) è stato un religioso italiano che fece da discepolo e da biografo ad Oddone di Cluny, secondo abate di Cluny.

## Biografia
Si pensa che fosse romano, anche se non siano fonti certe. La sua famiglia era di origine romana e la sua formazione di avvenne proprio a Roma sotto la guida del maestro Arnolfo. Fu inoltre eletto priore del monastero di San Paolo a Roma, dove pare lavorasse anche suo cugino.
Nei primi mesi del 938 incontrò Oddone a Roma che per una anno lo portò con sé a Cluny. Mentre Oddone si fermò a Pavia, Giovanni proseguì il viaggio insieme a Ildebrando perché lo istruisse nell'osservanza monastica. Da Cluny i due ripartirono poi per Roma, valicando le Alpi Cozie prima della fine dell'estate e da Roma si rimisero in marcia verso la fine del 938 o l'inizio del 939.
In qualità di priore si recò nel 942 a Napoli, per risolvere una questione relativa al monastero; sbarcato a Porto, mentre faceva ritorno a Roma si imbatté in alcuni nobili romani che, riconoscendo in lui un amico di Oddone, gli riferirono un fatto prodigioso accaduto il 15 agosto
durante la sua assenza.
Egli fu detto "Salernitano" poiché dopo il 942 diventò abate del monastero di San Benedetto a Salerno.

## Opere
A Salerno scrisse la Vita Oddoni, ovvero la biografia di Oddone da Cluny, nell'estate del 943. Com'è scritto nella premessa della Vita Oddoni, egli iniziò l'opera dove cercava di concludere, nonostante i dolori allo stomaco, la traduzione della Storia lausiaca di Palladio, scritta intorno al 420 e ove sono raccolte le vite di eremiti e asceti, intrapresa su richiesta dei confratelli salernitani, in quanto opera di grande rilievo nel rinnovamento della società monastica promosso dai cluniacensi nella seconda metà del X secolo. Giovanni ricevette la visita del monaco Adelrado e di Giovanni, funzionario dell'amministrazione di Salerno, che, sapendo quanto il ricordo di Ottone gli risultasse caro, gli chiesero di rievocarne la figura e di affidarne il racconto della vita a uno scritto che trasmettesse ai posteri l'eredità spirituale del santo.
Del testo della Vita Odonis si distinguono diverse recensioni. Maria Luisa Fini ha distinto, sulla base della recensione di nove manoscritti, due diverse redazioni; a queste Dominique Iogna-Prat (1992), sulla base di cinque testimoni supplementari, tre dei quali attesterebbero un'organizzazione del testo ancora differente, ne ha aggiunta una terza. Il testo è stato oggetto di numerosi rimaneggiamenti, fra i quali è possibile distinguere due tipi di interventi: epitomi parziali e rimaneggiamenti profondi, intesi ad abbreviare e riorganizzare il testo con aggiunta di alcuni episodi.
Sappiamo che qualche anno dopo aver scritto la Vita Odonis G. decise di compilarne una seconda redazione, anche se non è possibile stabilire esattamente quando.